# Pusztavám
Pusztavám é um município da Hungria, situado no condado de Fejér. Tem 34,69 km² de área e sua população em 2015 foi estimada em 2.421 habitantes.